# Phường 12, Quận 5
Phường 12 là một phường thuộc Quận 5, Thành phố Hồ Chí Minh, Việt Nam.

## Địa lý
Phường 12 nằm ở phía tây bắc Quận 5, có vị trí địa lý:
- Phía đông giáp Phường 9
- Phía tây giáp Quận 11
- Phía nam giáp Phường 11 và Phường 14
- Phía bắc giáp Quận 10 và Quận 11.

Phường có diện tích 0,57 km², dân số năm 2021 là 14.637 người,  mật độ dân số đạt 25.678 người/km².

## Hành chính
Phường 12 được chia thành 10 khu phố đánh số từ 1 đến 10 với 90 tổ dân phố.

## Lịch sử
Ngày 26 tháng 4 năm 1986, Hội đồng Bộ trưởng ban hành Quyết định 51-HĐBT. Theo đó, giải thể Phường 1 cũ, Phường 2 cũ, Phường 3 cũ, Phường 4 cũ, Phường 5 cũ, Phường 6 cũ và Phường 10 cũ để thành lập 4 phường lấy tên là Phường 12, Phường 13, Phường 14 và Phường 15.
Sau khi thành lập, Phường 12 có 36 tổ dân phố với 6.139 người, Phường 15 có 82 tổ dân phố với 13.438 người.
Ngày 9 tháng 12 năm 2020, Ủy ban thường vụ Quốc hội ban hành Nghị quyết 1111/NQ-UBTVQH14 về việc sắp xếp các đơn vị hành chính cấp huyện, cấp xã và thành lập thành phố Thủ Đức thuộc Thành phố Hồ Chí Minh (nghị quyết có hiệu lực từ ngày 1 tháng 1 năm 2021). Theo đó, sáp nhập toàn bộ 0,19 km² diện tích tự nhiên và 10.943 người của Phường 15 vào Phường 12.